# Alternative libertaire (journal)
 (août 2025).
La mise en forme du texte ne suit pas les recommandations de Wikipédia : il faut le « wikifier ».
Les points d'amélioration suivants sont les cas les plus fréquents. Le détail des points à revoir est peut-être précisé sur la page de discussion.
- Les titres sont pré-formatés par le logiciel. Ils ne sont ni en capitales, ni en gras.
- Le texte ne doit pas être écrit en capitales (les noms de famille non plus), ni en gras, ni en italique, ni en « petit »…
- Le gras n'est utilisé que pour surligner le titre de l'article dans l'introduction, une seule fois.
- L'italique est rarement utilisé : mots en langue étrangère, titres d'œuvres, noms de bateaux, etc.
- Les citations ne sont pas en italique mais en corps de texte normal. Elles sont entourées par des guillemets français : « et ».
- Les listes à puces sont à éviter, des paragraphes rédigés étant largement préférés. Les tableaux sont à réserver à la présentation de données structurées (résultats, etc.).
- Les appels de note de bas de page (petits chiffres en exposant, introduits par l'outil «  Source ») sont à placer entre la fin de phrase et le point final[comme ça].
- Les liens internes (vers d'autres articles de Wikipédia) sont à choisir avec parcimonie. Créez des liens vers des articles approfondissant le sujet. Les termes génériques sans rapport avec le sujet sont à éviter, ainsi que les répétitions de liens vers un même terme.
- Les liens externes sont à placer uniquement dans une section « Liens externes », à la fin de l'article. Ces liens sont à choisir avec parcimonie suivant les règles définies. Si un lien sert de source à l'article, son insertion dans le texte est à faire par les notes de bas de page.
- La présentation des références doit suivre les conventions bibliographiques. Il est recommandé d'utiliser les modèles {{Ouvrage}}, {{Chapitre}}, {{Article}}, {{Lien web}} et/ou {{Bibliographie}}. Le mode d'édition visuel peut mettre en forme automatiquement les références.
- Insérer une infobox (cadre d'informations à droite) n'est pas obligatoire pour parachever la mise en page.

Pour une aide détaillée, merci de consulter Aide:Wikification.
Si vous pensez que ces points ont été résolus, vous pouvez retirer ce bandeau et améliorer la mise en forme d'un autre article.
Ne doit pas être confondu avec Alternative libertaire (France) ou Alternative libertaire (Belgique).
Pour les articles homonymes, voir Alternative libertaire et AL.
 (mars 2024).
Alternative libertaire (AL) est un mensuel français d’orientation communiste libertaire, lancé en 1991. Après avoir été brièvement le journal des collectif créés dans le cadre de l’Appel pour une alternative libertaire, il devient le mensuel de l’organisation Alternative libertaire, puis, en 2019, celui de l’Union communiste libertaire.
Il contient des articles sur les luttes sociales et syndicales, des articles de réflexion, mais aussi sur l’activité et les orientations du mouvement communiste libertaire afin d'en diffuser les idées. Il se veut accessible tant au grand public qu'aux militants politiques.
La Bibliothèque nationale de France l'a référencé dans sa Bibliographie sélective de la presse alternative en 2015 et en 2022.
Alternative libertaire est distribué en kiosque par les Messageries lyonnaises de presse. Il est adhérent au Syndicat de la presse sociale (SPS-FNPS) et intégré au dispositif Presse et Pluralisme.

## Historique

### Première période (1991-1993):L'appel pour une Alternative libertaire
Dans le cadre de l’« Appel pour une alternative libertaire » lancé en mai 1989 se créent des collectifs militants, qui décident de se doter d’un journal. En mars 1991 paraît ainsi le 1er numéro d’Alternative libertaire.
Dans les premiers numéros, la périodicité, le format et la maquette sont très fluctuants. Le journal reflète les débats autour de la fondation d’une nouvelle organisation, et les luttes du moment, contre la guerre du Golfe notamment.
À partir du n°5 (janvier 1992), Alternative libertaire change de sous-titre. Ce n’est plus le « journal des collectifs pour une alternative libertaire » mais le « journal d’Alternative libertaire », organisation dont le Ier congrès s’est tenu en septembre 1991.
La maquette et le format (38 × 61 cm) se stabilisent, mais la périodicité reste théorique. Le journal est tiré sur rotatives à 1 000 exemplaires. Certains dessinateurs comme Siné et McRuty lui donnent des illustrations.

### Deuxième période (1993-2007):Le tournant vers la visibilité

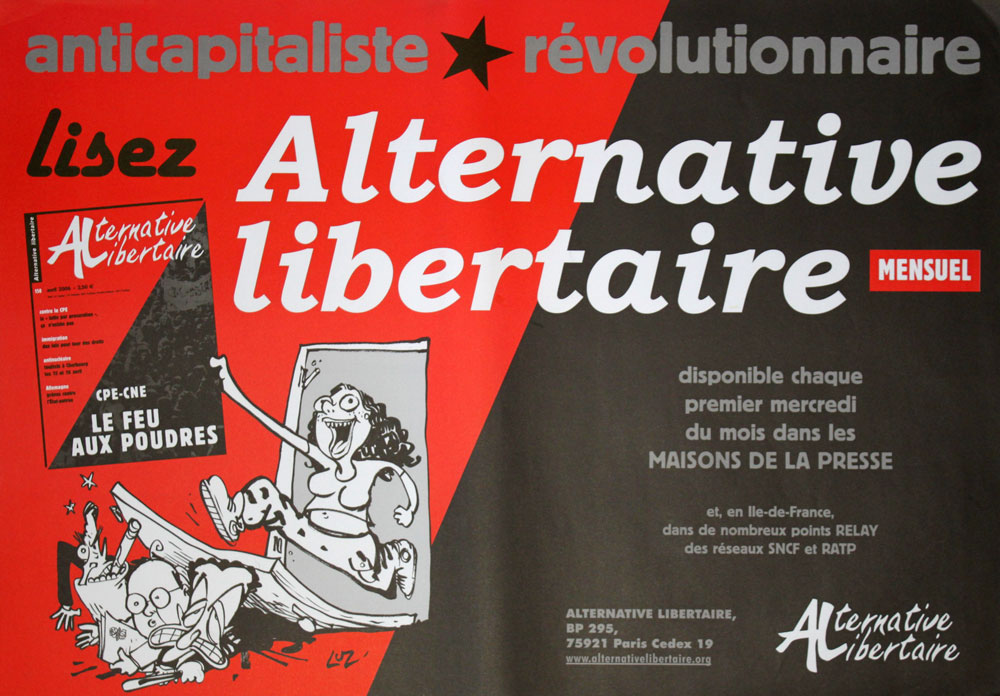
Affiche par le dessinateur Luz. Hollande, Sarkozy et Seillière écrasés par une vendeuse dAlternative libertaire.

Le IIe congrès d’Alternative libertaire, en avril 1993, décide davantage de rigueur. Le journal est désormais tiré sur duplicopieur, sur un format A4 (21 x 29,7 cm), sur 24 pages, mais devient réellement mensuel.
En 1997, Anne-Marie Latrémolière, du collectif des Graphistes associés, révolutionne la maquette d’Alternative libertaire, qui à partir du n°54 (juin 1997) opte pour une couverture en bichromie (tranchée noir et rouge).
En 2000 est créée l'association des Ami.e.s d'Alternative libertaire, pour aider au financement du journal. À partir d’avril 2001, le journal est placé en kiosques. À partir de 2003, les articles du journal sont également publiés en ligne, avec quelques semaines de décalage.
Le dessinateur Luz réalise un dessin promotionnel pour le journal en 2004.

### Troisième période (2007-2019): Une nouvelle formule

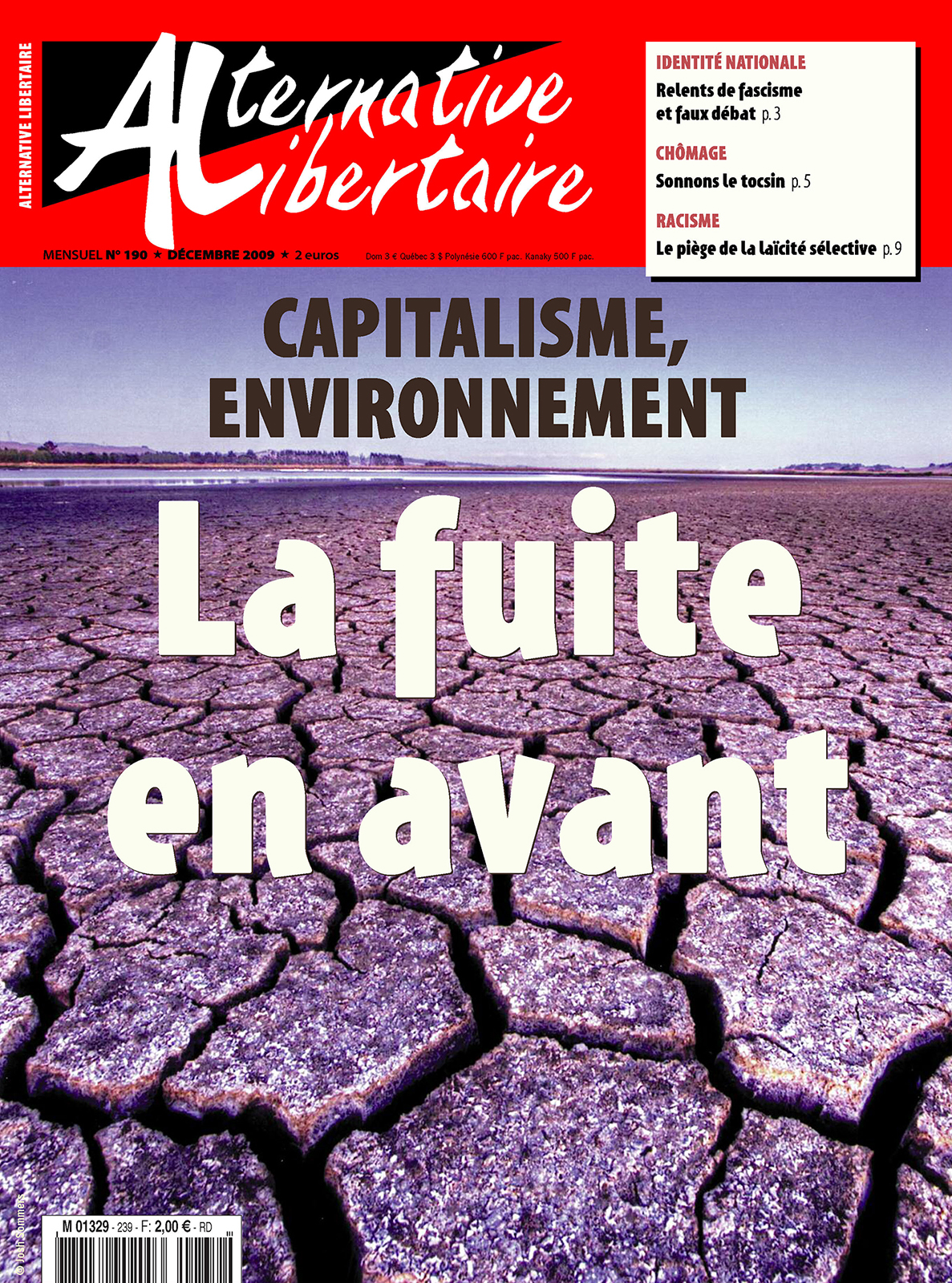
Numéro de décembre 2009.

En 2007 est lancée une nouvelle formule. Le journal passe sur format C4 (23 × 32 cm), change de maquette, avec une couverture en quadrichromie, baisse son prix à 2 euros, et remonte son tirage à 8 500 exemplaires. Il obtient la collaboration régulière de dessinateurs comme Charmag, Berth, Manolo Prolo et Colloghan. Alternative libertaire publie désormais un numéros spécial d’été (et parfois d’hiver) avec 8, 12 voire 16 pages supplémentaires.
Son équipe dit à l’époque vouloir échapper à « trois “modèles” de journaux militants.
1. le modèle “libre tribune” : pas de conception générale, on prend tout ce qui arrive sans trier, sans souci de longueurs ni de cohérence d’ensemble ;
2. le modèle “bulletin officiel” : on copie-colle les uns à la suite des autres les communiqués des groupes ;
3. le modèle “revue de qualité” : on ne fait appel qu’à un aréopage d’auteur·es de haut vol, au détriment des militantes et des militants de terrain. »

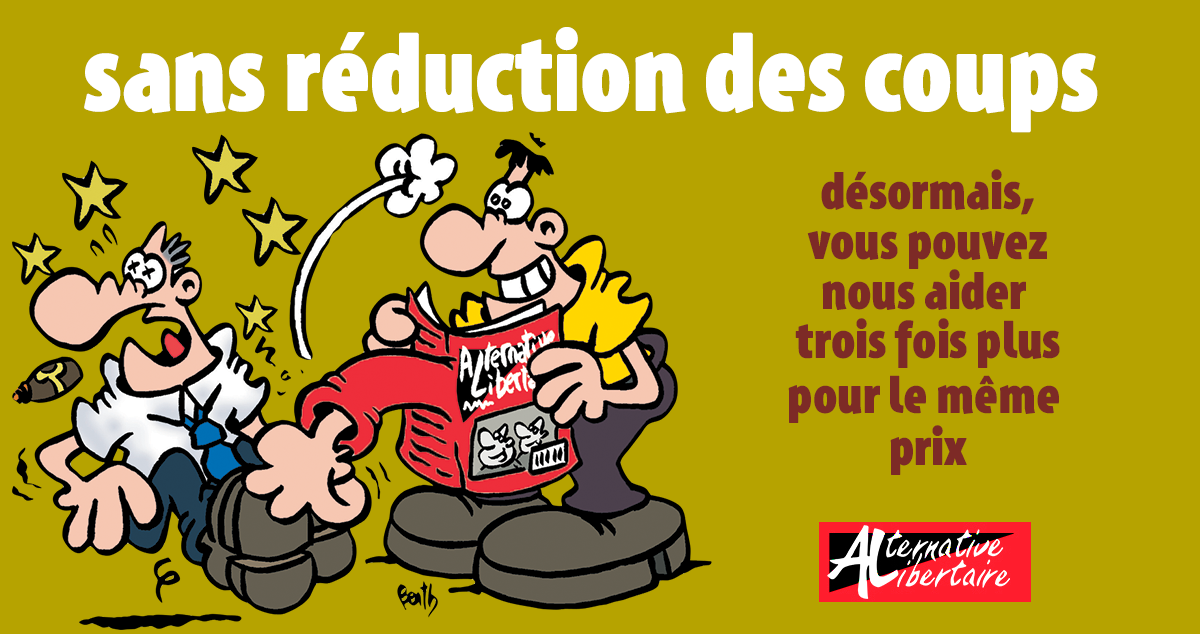
Campagne 2016 de soutien à Alternative libertaire, dessin de Berth.

Dès la fin de 2010 cependant, la crise de la distribution publique et les réformes tarifaires de Presstalis plongent dans le déficit le journal, qui lance plusieurs appels à soutien.
En 2015, le journal augmente son prix à 3 euros et se réimplante en kiosques, avec un tirage à 10 000 exemplaires.

### Quatrième période (2019-): Sous l'Union communiste libertaire

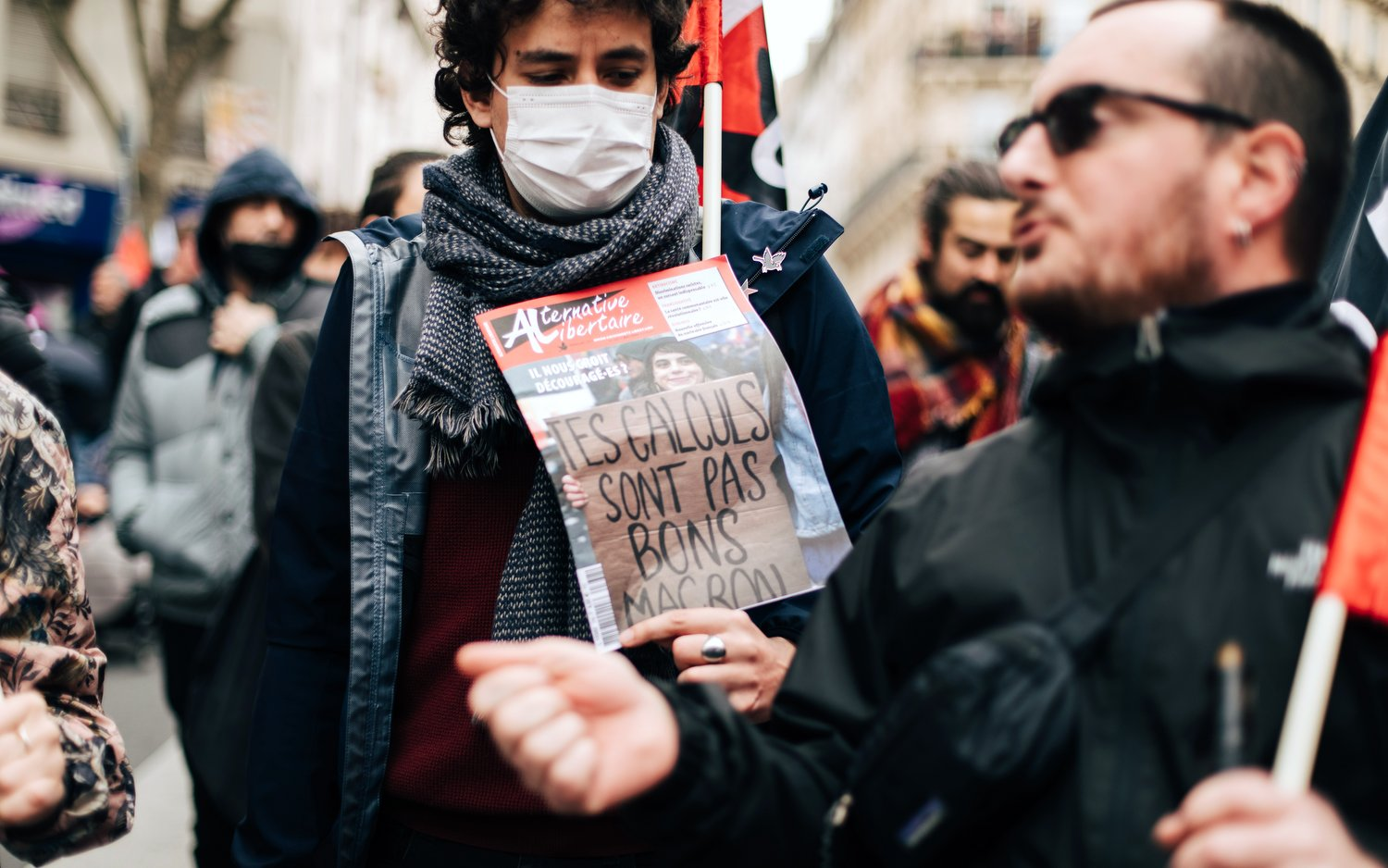
Militant UCL vendant le journal durant une manifestation, 1er mai 2023.

Lors du processus d’unification d’Alternative libertaire et de la Coordination des groupes anarchistes, en 2018-2019, il est décidé que le titre Alternative libertaire sera maintenu.
En conséquence, à partir du n°296 (juillet-août 2019), Alternative libertaire devient le mensuel de l’Union communiste libertaire. Il tire alors à 9 000 exemplaires, et est un des derniers journaux d’extrême gauche disponibles en kiosque en France, avec Lutte ouvrière.
En janvier 2023, en raison de la hausse du coût du papier, le prix du mensuel est rehaussé à 4 euros.

## Fonctionnement

### Charte de fonctionnement
Les rapports entre le journal et l’organisation sont définis par une charte qui stipule en introduction : « Le mensuel Alternative libertaire doit offrir un regard anticapitaliste et libertaire sur l’actualité, en direction à la fois du grand public et des milieux militants. Il doit combiner plusieurs exigences :
1. assurer une cohérence d’ensemble, avec un sommaire conçu en amont, et un choix assumé dans la hiérarchie des sujets ;
2. éviter de publier un fanzine de militant·es qui parlent à d’autres militant·es, donc garantir un langage accessible, des titres attrayants ;
3. ne pas se cantonner aux mêmes rédactrices et rédacteurs éprouvés, mais “pousser” également des camarades moins à l’aise avec l’écriture ;
4. se situer dans le cadre des orientations politiques de l’UCL, sous le contrôle de l’organisation.» [16]

### Guide de féminisation
Depuis 2010, Alternative libertaire est doté d’une charte de féminisation des textes qui « utilise en priorité la méthode de la périphrase et/ou répétition (dite aussi “double flexion”) », et use du point médian. Entre autres règles, il est précisé que les noms de métiers sont féminisés et les adjectifs peuvent être accordés avec « le substantif le plus proche ».

## Éditions d'Alternative libertaire
Ne doit pas être confondu avec Éditions Alternative Libertaire (Belgique).
Les Éditions d'Alternative libertaire, parfois nommées Éditions de l'Union communiste libertaire, publient des ouvrages historiques et politiques du mouvement communiste libertaire, ainsi que des brochures présentant des orientations fédérales d'abord d'AL, puis de l'UCL.

### Publication
Publication :
- Nemo, Matinik Doubout, éd. Alternative libertaire.
- 1954-1962, L'insurrection algérienne et les communistes libertaires, éd. Alternative libertaire, 2006.
- Xe congrès d'Alternative Libertaire, éd. Alternative libertaire, 2010.
- Ouvrage collectif, L'Autogestion, une idée toujours neuve, éd. Alternative libertaire, 2010.
- Georges Fontenis, Changer le monde. Histoire du mouvement communiste libertaire (1945-1997), éd. Alternative libertaire, 2011.
- Larry Portis, Qu'est-ce que le fascisme ? : un phénomène social d'hier et d'aujourd'hui, éd. Alternative libertaire, 2011.
- Jean-Marc Izrine, Les libertaires dans l'affaire Dreyfus, éd. Alternative libertaire, 2011.
- Ouvrage collectif, Partie remise : le mouvement social de l'automne 2010, éd. Alternative libertaire 2011.
- Ouvrage collectif, 1921. L'insurrection de Cronstadt la Rouge, éd. Alternative libertaire, 2011.
- UTCL, Un projet de société communiste libertaire, éd. Alternative libertaire, 2011, 159 p. (ISBN 978-2914933193)
- Théo Rival, Syndicalistes et libertaires. Une histoire de l’UTCL (1974-1991), éd. Alternative libertaire, 2013.
- Marco Sazzeti, A droite toute ! Le tournant des années 1980, éd. Alternative libertaire, 2014.
- Jean-Marc Izrine, Les Libertaires du Yiddishland, éd. Alternative libertaire, 2014.
- Valentin Frémonti, Solidarité internationale antifasciste (1937-1939) : une action humanitaire et libertaire dans la guerre d'Espagne, éd. Alternative libertaire, 2017.
- Ouvrage collectif, Kurdistan Autogestion Révolution, éd. Alternative libertaire, 2018.
- La stratégie de l'anarchisme latino-américain, éd. Alternative libertaire, 2020.
- Pierre Chamechaude, Guillaume Davranche, 1917, les anarchistes, leur rôle, leurs choix, éd. Alternative libertaire, 2021.
- Georges Fontenis, Manifeste du Communisme Libertaire, éd. Alternative libertaire, 2022.
- Pour une contre-offensive trans, éd. Alternative libertaire, 2024.

### Archives en ligne
- Les articles d’Alternative libertaire sont consultables en ligne depuis 2003.
- les archives de 1991 à 2003 sont consultables sur le site Archives autonomie.